# 淮陽区
淮陽区（わいよう-く）は中華人民共和国河南省周口市に位置する市轄区。市域の東北部、河南省でも東の方に位置する。総人口は129万人を超える。かつては宛丘（えんきゅう）、陳州（ちんしゅう）、陳（ちん）と呼ばれた。

## 地理
河南省の東部に位置する。沙潁河の北岸にあり、地勢は平坦で主な用途は耕地である。主な産業も農業で、小麦やトウモロコシ、綿花などを栽培し植物油生産や畜産業が盛ん。
淮陽周辺は、北は太康県、東は鹿邑県・鄲城県・沈丘県、南は項城市、西南は商水県、西は西華県と川匯区が隣接する。
年平均気温は14.8度で、年平均降水量は726.5mm。温帯の大陸性気候である。無霜期は年平均215日。
城郭都市であった淮陽県城（城関回族鎮）は、周囲すべてを龍湖という大きな湖に囲まれており、伝説では伏羲は湖に囲まれたこの城を都としたという。現在でも景勝地となっている。

## 歴史
淮陽は大汶口文化や龍山文化など黄河文明の中心地にあり、歴史は古い。伝説では伏羲と神農がこの地に都を置き、神農が陳という名を使い始めたという。伏羲を祀る陵廟の太昊陵は春秋時代から存在し、唐代以降、廟の建設が進められ歴代の皇帝が多くの寄進を行ってきた。
西周代にはこの地は宛丘（えんきゅう）と呼ばれ、陳国の首都となっていた。春秋時代には隣接する大国の楚国に圧迫され、紀元前479年、楚の恵王によってついに滅ぼされ陳県が置かれた。以後、亡国の民となった陳国の人々は陳氏を名乗るようになっている。
秦朝において陳郡と改名されたが、秦末期に陳勝らが大規模な農民反乱である陳勝・呉広の乱を起こし、陳城（現在の淮陽区）で「張楚」を建国した。前漢は淮陽国を設立し、ここから現在の「淮陽」の名が誕生した。もっとも、漢以後の政権は主に「陳」あるいは「宛丘」の名でこの地を呼んだ。古い漢語では、宛とは窪んだ平地を指し、今日の盆地に相当する概念である。宛丘の名称は、盆地の中の山というような意味となる。
雍正12年（1734年）に清により設置された淮寧県を前身とする。1913年、中華民国により淮寧県は淮陽県と改称された。2019年6月27日に市轄区の淮陽区に改編された。

## 行政区画
- 街道:柳湖街道
- 鎮:新站鎮、魯台鎮、四通鎮、臨蔡鎮、安嶺鎮、白楼鎮、劉振屯鎮
- 民族鎮:城関回族鎮
- 郷:朱集郷、豆門郷、馮塘郷、王店郷、大連郷、葛店郷、黄集郷、斉老郷、鄭集郷、曹河郷

## 交通
鉄道
- 漯阜線（漯河市 - 安徽省阜陽市）

道路
- 106国道が区内を通過する。